# Antonín Horák (fotbalista)
Antonín Horák (18. ledna 1911 Kročehlavy (nyní část Kladna) – ?) byl český fotbalista, který v I. lize nastupoval jako obránce i útočník (pravá spojka).
Jeho mladší bratr Václav Horák byl prvoligovým fotbalistou a československým reprezentantem. Oba začínali s fotbalem v SK Kročehlavy.

## Hráčská kariéra
Kročehlavský rodák a odchovanec zkoušel štěstí v pražské Slavii, kde se však do prvoligového kádru neprosadil. V československé lize debutoval v sezoně 1931/32 v dresu SK Kladno jako obránce. Roku 1933 přestoupil do Moravské Slavie Brno, s níž se probojoval do nejvyšší soutěže. V ročnících 1935/36 a 1936/37 hrál za Moravskou Slavii Brno na pravé spojce pětičlenného útoku a ve 28 prvoligových utkáních vstřelil šest branek.

### Prvoligová bilance
| Ročník             | Zápasy | Góly | Minuty | Klub                    |
| ------------------ | ------ | ---- | ------ | ----------------------- |
| I. liga 1931/32    | –      | 0    | –      | SK Kladno               |
| I. liga 1935/36    | 15     | 5    | 1 350  | SK Moravská Slavia Brno |
| I. liga 1936/37    | 13     | 1    | 1 170  | SK Moravská Slavia Brno |
| CELKEM I. ČS. LIGA | –      | 6    | –      |                         |